# Pierre Jolivet

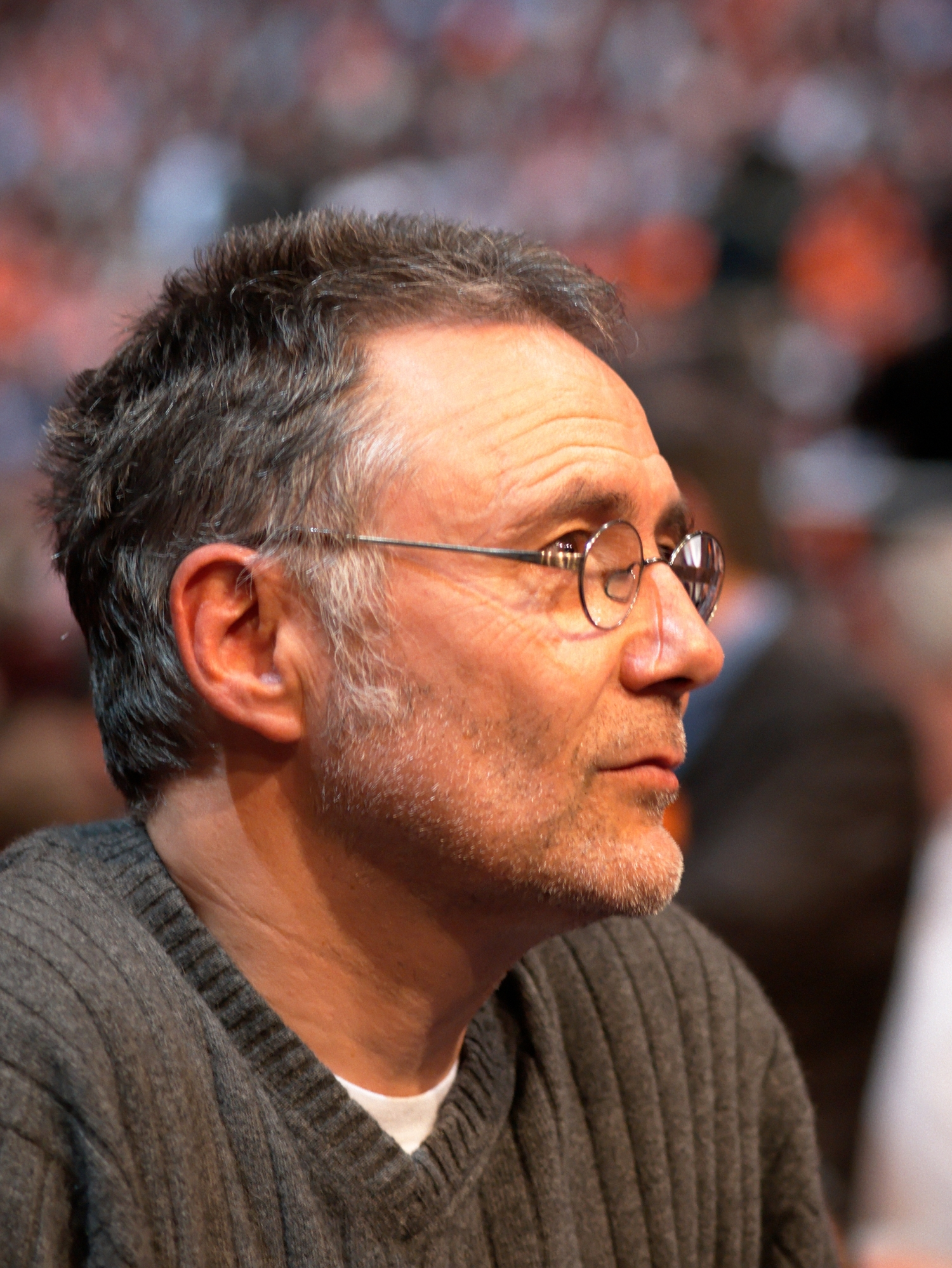
Pierre Jolivet

Pierre Jolivet (* 9. Oktober 1952 in Saint-Mandé) ist ein französischer Regisseur, Drehbuchautor und Schauspieler.

## Leben
Pierre Jolivet ist der Bruder des französischen Schauspielers Marc Jolivet. Mit ihm zusammen trat er während der Zeit der Studentenunruhen in Frankreich mit einem Improvisationstheater in bestreikten Fabriken auf. Ab Mitte der 1970er Jahre waren sie als Komiker-Duo „Recho et Frigo“ in Radio und Fernsehen sehr populär, beendeten aber Anfang der 1980er Jahre diese Form der Zusammenarbeit.
Zum ersten Mal wurde er 1986 für den französischen Filmpreises César nominiert für seine Regiearbeit in Streng persönlich in der Kategorie Bestes Erstlingswerk. Für seinen Film Der Preis der Freiheit wurde er 1990 erneut nominiert (zusammen mit Olivier Schatzky) für das Beste Drehbuch.
Seinen größten Erfolg bei Kritik und Filmpublikum feierte er 1999 mit der Kriminalkomödie Alles für die Firma (original Ma petite entreprise). 
In Deutschland wurde er vor allem durch die Filme Verhängnisvolles Alibi (original En plein coeur) – eine Geschichte um die Beziehung zwischen Gelegenheitsdiebin, gespielt von Virginie Ledoyen und ihrem Strafverteidiger und Kann das Liebe sein? (original Je crois que je l'aime) – eine Liebeskomödie um einen kontrollsüchtigen Manager und eine freiheitsliebende Künstlerin – mit Sandrine Bonnaire und Vincent Lindon bekannt.
Sein Film Zim and Co., eine Freundschaftsgeschichte um vier Heranwachsende, die unter Bewährungsauflagen stehen, erreichte auf den Internationalen Filmfestspielen von Cannes drei Nominierungen. In diesem Film spielt auch sein Sohn Adrien Jolivet mit.
Er arbeitet in seinen Filmen häufig mit den Schauspielern Vincent Lindon, François Berléand und Roschdy Zem zusammen.

## Filmografie (Auswahl)
als Regisseur:
- 1985: Streng persönlich (Strictement personnel)
- 1986: Känguruh Komplex – Der Mann mit dem Babytick (Le complexe du kangourou)
- 1989: Der Preis der Freiheit (Force majeure)
- 1991: Simple mortel
- 1993: L’heure où les grands fauves vont boire
- 1997: Fred
- 1998: Verhängnisvolles Alibi (En plein cœur)
- 1999: Alles für die Firma (Ma petite entreprise)
- 2002: Le frère du guerrier
- 2003: Filles uniques
- 2005: Zim and Co.
- 2007: Kann das Liebe sein? (Je crois que je l’aime)
- 2008: La très très grande entreprise
- 2012: Point Blank – Bedrohung im Schatten (Mains armées)

als Schauspieler:
- 1956: Le désert de pigalle
- 1980: Alors… heureux ?
- 1981: L’avant dernier
- 1982: Der letzte Kampf (Le dernier combat)
- 1996: Amour et confusions
- 2002: Mon idole
- 2005: Zim and Co.

als Drehbuchautor:
- 1983: Der letzte Kampf (Le dernier combat)
- 1985: Subway
- 1989: Der Preis der Freiheit (Force majeure)

## Auszeichnungen
- 1986: Nominierung für den César als Bester Erstlingsfilm für Streng persönlich (Strictement personnel )
- 1990: Nominierung für den César – Bestes Drehbuch für Der Preis der Freiheit
- 2005: 3 Nominierungen für den Film Zim and Co. auf den Internationalen Filmfestspielen von Cannes